# سيادة (فلم)
سيادة (بالإنجليزية: Supremacy)، هُو فيلم دراما وإثارة أمريكي أخرجه ديون تايلور وصدر سنة 2014. الفيلم من بطولة كُل من جو أندرسون وداون أوليفيري وداني غلوفر.

## وصلات خارجية
- مقالات تستعمل روابط فنية بلا صلة مع ويكي بيانات